# Palmeria gracilis
Palmeria gracilis är en tvåhjärtbladig växtart som beskrevs av Janet Russell Perkins. Palmeria gracilis ingår i släktet Palmeria och familjen Monimiaceae. Inga underarter finns listade i Catalogue of Life.